# Prasophyllum spicatum
Prasophyllum spicatum är en orkidéart som beskrevs av Robert J. Bates och David Lloyd Jones. Prasophyllum spicatum ingår i släktet Prasophyllum och familjen orkidéer. Inga underarter finns listade i Catalogue of Life.